# ظهره العيزقي (المخادر)

تعديل مصدري - تعديل

ظهره العيزقي محلة تابعة لقرية الكداكد، التابعة لعزلة بني سرحة بمديرية المخادر إحدى مديريات محافظة إب في الجمهورية اليمنية، بلغ تعداد سكانها 40 حسب تعداد اليمن لعام 2004.